# Łukasz Cyran
Łukasz Cyran (ur. 14 stycznia 1992 w Gorzowie Wielkopolskim) – polski żużlowiec.

## Życiorys
Przygodę z żużlem rozpoczął w 1999 roku w wieku 8 lat swoje pierwsze treningi rozpoczął w szkółce żużlowej GUKS Speedway Wawrów, pod okiem trenera Bogusława Nowaka. Jest wnukiem polskiego żużlowca Edmunda Migosia.
Łukasz Cyran zaczął trenować na dużym torze Stali Gorzów w 2006 roku pod okiem trenera Stanisława Chomskiego startując tylko na treningach klubowych. 1 kwietnia 2008 roku w Częstochowie, zdał licencję "Ż". W 2008 roku, 2 sierpnia na czeskim stadionie w miejscowości Divisov, zdobył swój pierwszy puchar w klasycznym żużlu, gdzie zajął 2. miejsce. Przez cały 2008 rok startował wyłącznie w turniejach młodzieżowych, lecz dostał szansę zadebiutowania w meczu swojej drużyny jednym meczu ligowym. Był to mecz rundy play-off (Unibax Toruń – Stal Gorzów), który zakończył się wysoką wygraną gospodarzy, a gorzowski junior wystartował w biegu 14 przyjeżdżając na ostatniej pozycji.
W sezonie 2009 wystartował w pięciu meczach ligowych w barwach gorzowskiej Stali. W całym sezonie zdobył 2 punkty, dało mu to średnią 0,248. Startował także w turniejach młodzieżowych gdzie zdobył m.in. srebrny medal w MDMP, brązowy medal w Lidze Juniorów i brązowy medal w Zachodniej Lidze Młodzieżowej. Uzyskał także 2. miejsce w wyścigu memoriałowym w trakcie jednego z turniejów MDMP, rozgrywanego w Gnieźnie.
W sezonie 2010, gorzowianin zdobył wiele sukcesów drużynowych min. złote medale w Młodzieżowych Drużynowych Mistrzostwach Polski, Młodzieżowych Mistrzostwach Polski Par Klubowych, Drużynowych Mistrzostwach Ligi Juniorów oraz złoty medal w Drużynowych mistrzostwach Europy Juniorów.
Start w mistrzostwach Europy zapewniło mu zajęcie 4. miejsca w finale Brązowego Kasku w Lesznie. Zakwalifikował się dobrze startując w eliminacjach do finału Indywidualnych mistrzostwach Europy Juniorów w których ostatecznie zajął 9. miejsce. W sezonie 2011, był wraz z Bartoszem Zmarzlikiem, podstawowym juniorem w składzie na meczach Stali Gorzów. W trakcie sezonu zdobył dla Stali Gorzów łącznie 51 punktów a drużyna z Gorzowa zdobyła brązowy medal DMP.
Na sezon 2012, wychowanek gorzowskiej Stali, został wypożyczony do GTŻ-u Grudziądz. Radził tam sobie całkiem dobrze, gdyż w najważniejszych meczach pod koniec sezonu nie zawodził i przywoził bardzo cenne punkty po ładnej walce na torze. Wraz z Norbertem Kościuchem i Pawłem Staszkiem, zdobyli brązowy medal w finale Mistrzostw Polski Par Klubowych. Przed sezonem 2013 wrócił do gorzowskiej „Stali”.
Podczas turnieju Grand Prix Polski w Gorzowie 2013 był wraz z kolegą drużyny Adrianem Cyferem zawodnikiem rezerwowym turnieju. Do połowy sezonu był podstawowym juniorem w składzie meczowym Stali Gorzów. W tym samym sezonie zdobył dwa medale drużynowe w rozgrywkach młodzieżowych: srebrny medal w Drużynowych Mistrzostwach Ligi Juniorów oraz złoty medal w Młodzieżowych Drużynowych Mistrzostwach Polski.
Przed rozpoczęciem sezonu 2014, Cyran zakończył wiek juniora i nowy sezon miał być jego pierwszym w gronie seniorów. Niestety ze względu na brak sponsorów i pomocy ze strony macierzystego klubu, żużlowiec podjął decyzję o zakończeniu kariery.
Po zakończeniu kariery początkowo jeździł jako mechanik z Mariuszem Staszewskim. Potem został kierowcą transportu medycznego w szpitalu w Gorzowie Wielkopolskim (jeździł karetką). Od 2017 był kierownikiem transportu medycznego w tym szpitalu, ale nadal jeździł też karetką. W maju 2020 roku został zatrzymany za jazdę pod wpływem alkoholu w wyniku czego stracił pracę i powrócił do pełnienia roli mechanika żużlowego. W 2023 roku można było zobaczyć go w teamie Wiktora Jasińskiego. Z kolei od sezonu 2024 jest głównym mechanikiem Mateusza Bartkowiaka. Ma żonę i córkę.